# Casa del Gremi de Velers
La casa del Gremi de Velers, o simplement dels Velers, és un edifici situat al carrer de Sant Pere Més Alt, 1 i la Via Laietana, 50 de Barcelona, catalogat com a bé cultural d'interès nacional. Fou construït entre 1758 i 1763 com a seu de la Confraria de teixidors de seda o «velers», sota l'advocació de la Mare de Déu dels Àngels. Des del 1834 és la seu del Col·legi de l'Art Major de la Seda de Barcelona, i des de juny del 2023, també de la Fundació Congrés de Cultura Catalana.

## Història

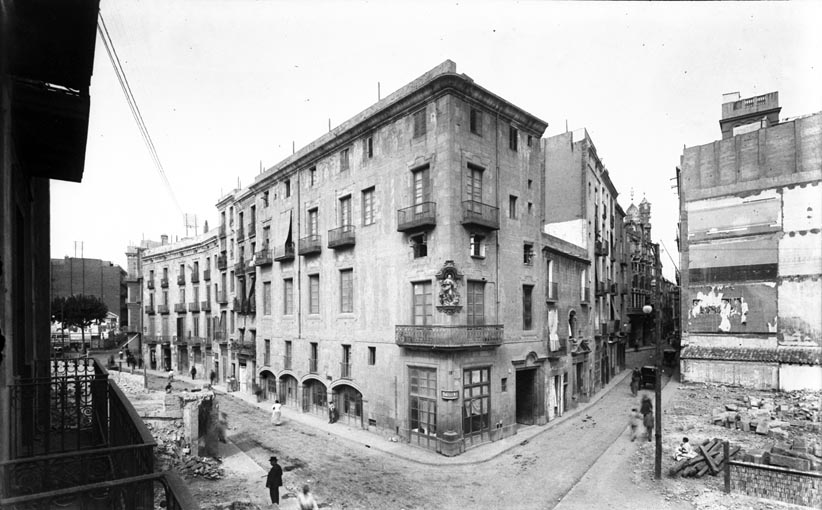
La casa del Gremi de Velers durant les obres d'obertura de la Via Laietana

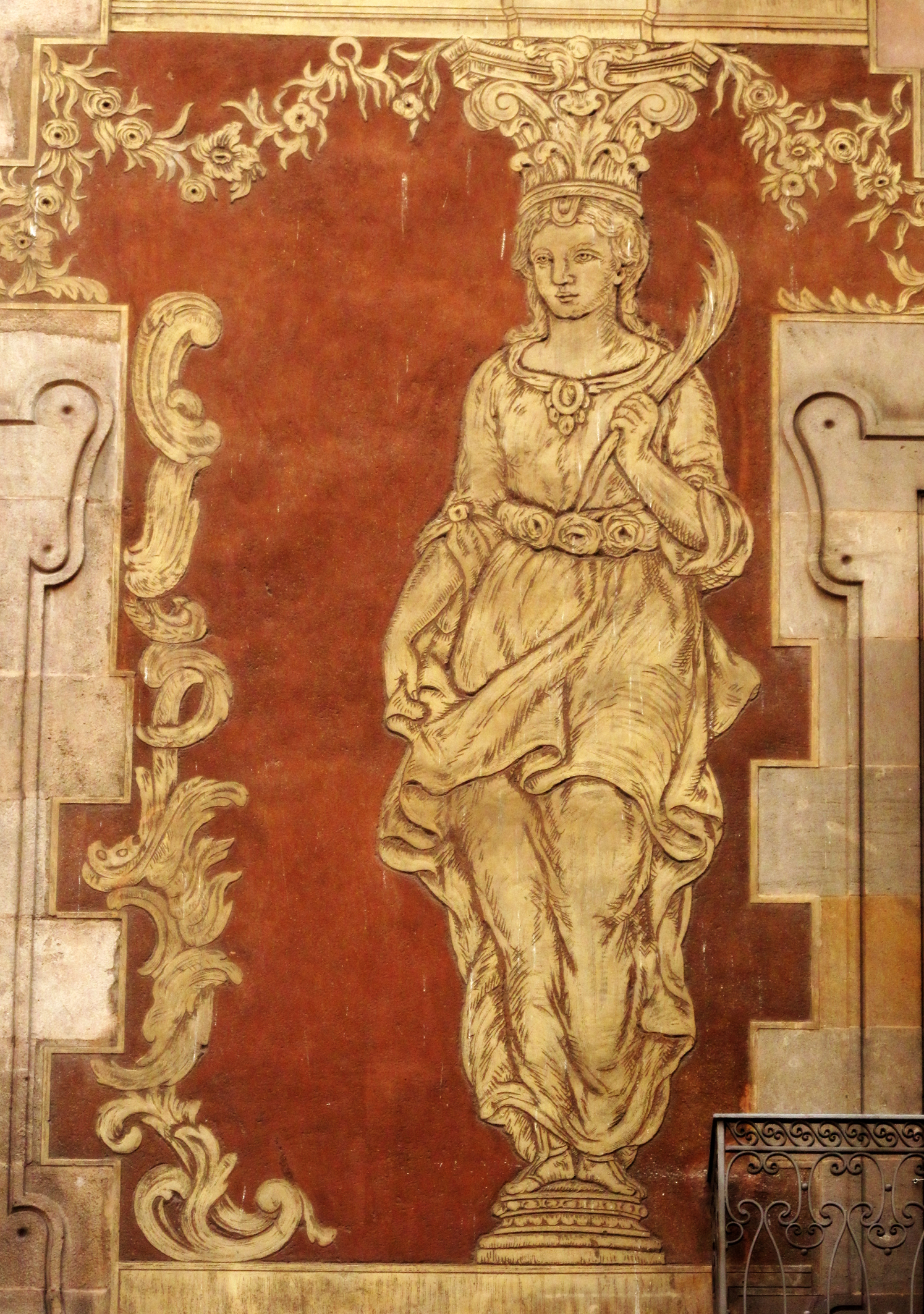
Detall dels esgrafiats de la façana

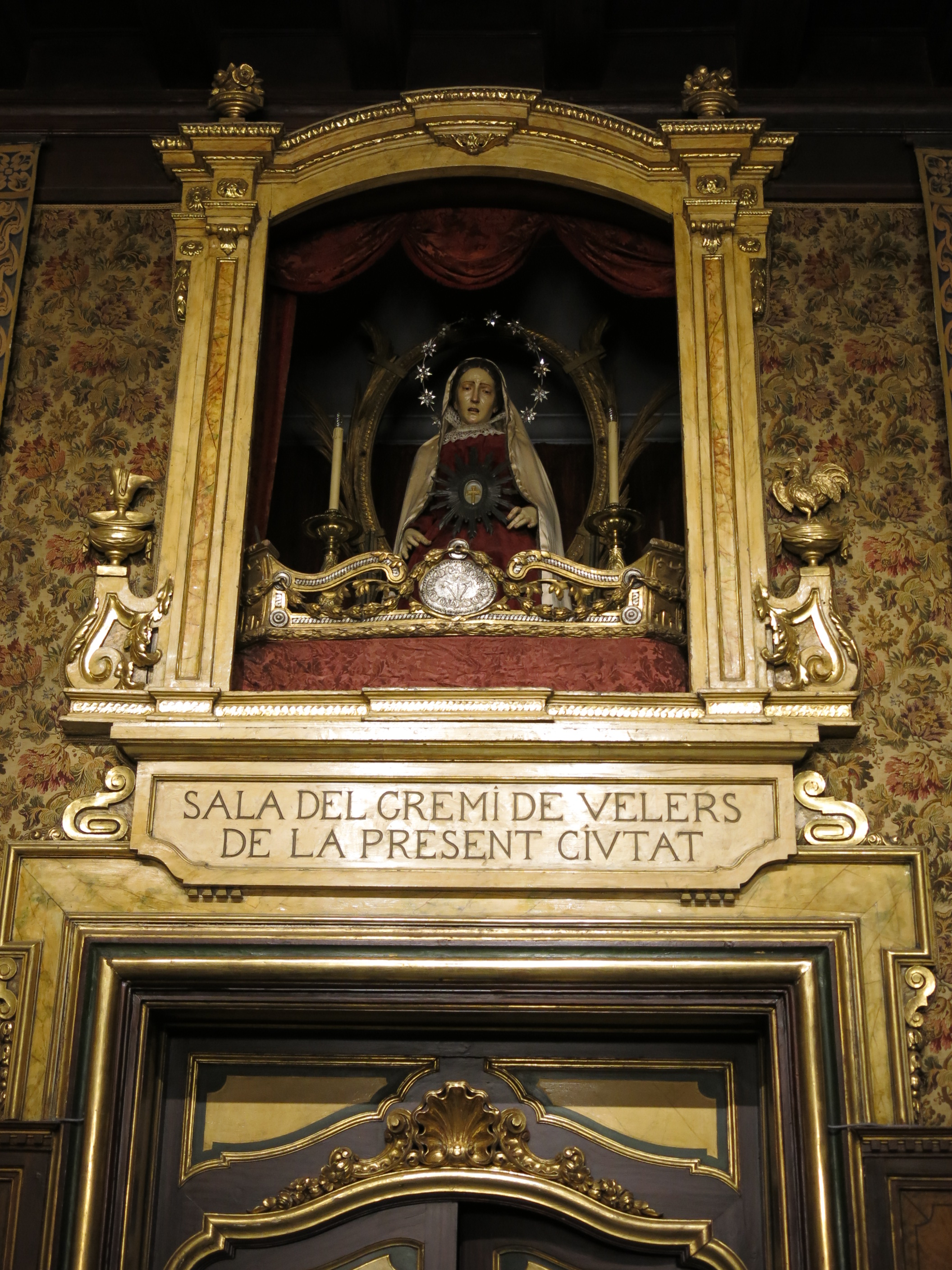
Pas de la Santa Espina, de Ramon Amadeu, a la sala gremial del Col·legi de la Seda

El 1533, el rei Carles V va promulgar les ordenances que autoritzaven l'activitat de la confraria de teixidors de vels de seda. D'aquí la denominació «velers», que no s'ha de confondre en cap cas amb aquells que fabriquen veles per a embarcacions. Fins al segle xvii es reunia a l'església de Santa Anna, i a finals d'aquest segle van traslladar-se al Convent de Santa Caterina.
El 1757 s'acordà construir una nova seu, adquirint dues cases i un casalot, entre els carrers de Sant Pere Més Alt, Voltes de Jonqueres i Riera de Sant Joan. Es convocà un concurs de projectes, que fou guanyat pel de l'arquitecte Joan Garrido i Bertran enfront del de Marià Vallescà. Les obres començaren el 1758, i al cap de quatre anys, les dificultats econòmiques les aturaren, i foren represes gràcies a una ajuda de 6.000 lliures de la secretaria de la Cambra del Rei. Finalment, la construcció fou enllestida el 1763. El 1834, i arran de l'extinció de l'antic sistema gremial, la corporació esdevingué el Col·legi de l'Art Major de la Seda, incorporant també el gremi de Velluters.
A principis del segle xx, l'obertura de la Via Laietana feu perillar l'edifici, salvat en part mercès a la intervenció de Ramon Nonat Comas, estudiós dels esgrafiats de Barcelona, i el 1914, Ferran Romeu en corregí l'alineació amb el nou carrer. El 1919 fou declarat monument historicoartístic, i entre 1930 i 1932, fou objecte d'una reforma i ampliació per la banda de la placeta de Sant Francesc (actualment Lluís Millet), segons el projecte de l'arquitecte Jeroni Martorell. L'esgrafiador Ferran Serra hi va fer uns nous esgrafiats imitant els antics.
Entre els anys 2000 i 2008 s'hi han rehabilitat de les dependències del Col·legi i totes les sales i salons, mobiliari i fusteries, tapisseries, pergamins, així com l'exterior, realitzant la neteja i restauració de les façanes, els esgrafiats, porticons, balconades, el terrat i el vestíbul.

## Descripció
D'una gran sobrietat estructural, és una de les obres més notables de la Barcelona del segle xviii, per la qualitat de la seva decoració exterior, principalment els esgrafiats i també per la imatge de la Mare de Déu, obra de l'escultor setcentista Joan Enrich, que orna dins d'una fornícula l'angle més visible de l'edifici.
Els esgrafiats cobreixen tots els murs exteriors: figures de cariàtides i columnes que sostenen entaulaments figurats a la planta noble i a la segona, i figures d'amorets a la planta alta, completat amb decoració de rocalla i garlandes. A la llida sobre la porta d'entrada es llegeix la inscripció «Casa del gremi de velers de la present ciutat 1763».
A l'interior, destaquen els espais de la primera planta, on té la seu el Col·legi de l'Art Major de la Seda, principalment la gran sala de Juntes on també es troba, en una fornícula, la imatge processional del pas de la Santa Espina, obra de Ramon Amadeu. També s'hi conserva l'armari-arxiu de la confraria dels mestres velers, decorat amb pintures (fet el 1683), diversos pergamins entre els quals el de la creació de la confraria per Carles V, o una vara de mesurar de l'any 1604. Aquest espai és d'un gran interès, ja que es tracta d'una de les poques seus dels antics gremis barcelonins que ha sobreviscut (juntament amb la del gremi de Revenedors).